# Great Burdon
Great Burdon is een civil parish in het Engelse graafschap Durham.